# جبل تايجتوس
جبل تايجتوس (بالإنجليزية: Mount Taygetus) (باليونانية: Ταΰγετος, Taygetos)هو سلسلة جبلية في إقليم بيلوبونيز في اليونان. والاسم أحد أقدم الأسماء المسجلة في أوروبا وقد ورد اسمه في الأوديسة.

## روابط خارجية
- Kamstra، Klaas؛ Van Son، José (2006–2011). "Peloponnese, Mt. Taygetos". Greek Mountain Flora. مؤرشف من الأصل في 2017-01-13.{{استشهاد ويب}}:  صيانة الاستشهاد: تنسيق التاريخ (link)
- "Taygetos (Taygetus)". Mani. mani.org.gr. مؤرشف من الأصل في 2017-07-03.